# Musala
Der Musala (bulgarisch Мусала), gelegen im Rila-Nationalpark, ist der höchste Berg Bulgariens und der gesamten Balkanhalbinsel. Auf seiner breiten Kuppe befinden sich zwei wissenschaftliche Beobachtungsstationen der Bulgarischen Akademie der Wissenschaften.

## Lage und Namensgebung
Der Musala (auch Mussala geschrieben) bietet Fernsichten auf alle Bergregionen Bulgariens mit dem Witoschagebirge im Nordwesten, dem Balkangebirge, den Rhodopen im Südosten und dem Piringebirge sowie natürlich auf die umgebenden Bergkuppen des Rilagebirges wie der Kleine Musala (Малка Мусала, 2902 m) und der Iretschek (Иречек, 2852 m).
Vor vielen Jahrhunderten benannten die Protobulgaren den Berg nach ihrem Himmelsgott Tangra, dessen Name erst im 15. Jahrhundert durch die Osmanen in Musala (Maşallah: Gottes Lob) umgeändert wurde. Die Bulgaren haben aber noch viele andere Spuren hinterlassen, wie etwa mehrere Felsen, die Runeninschriften mit dem Gottesnamen Tangra tragen. Der Gipfel trug von 1949 bis 1962 den Namen des sowjetischen Diktators Stalin.

## Geographie

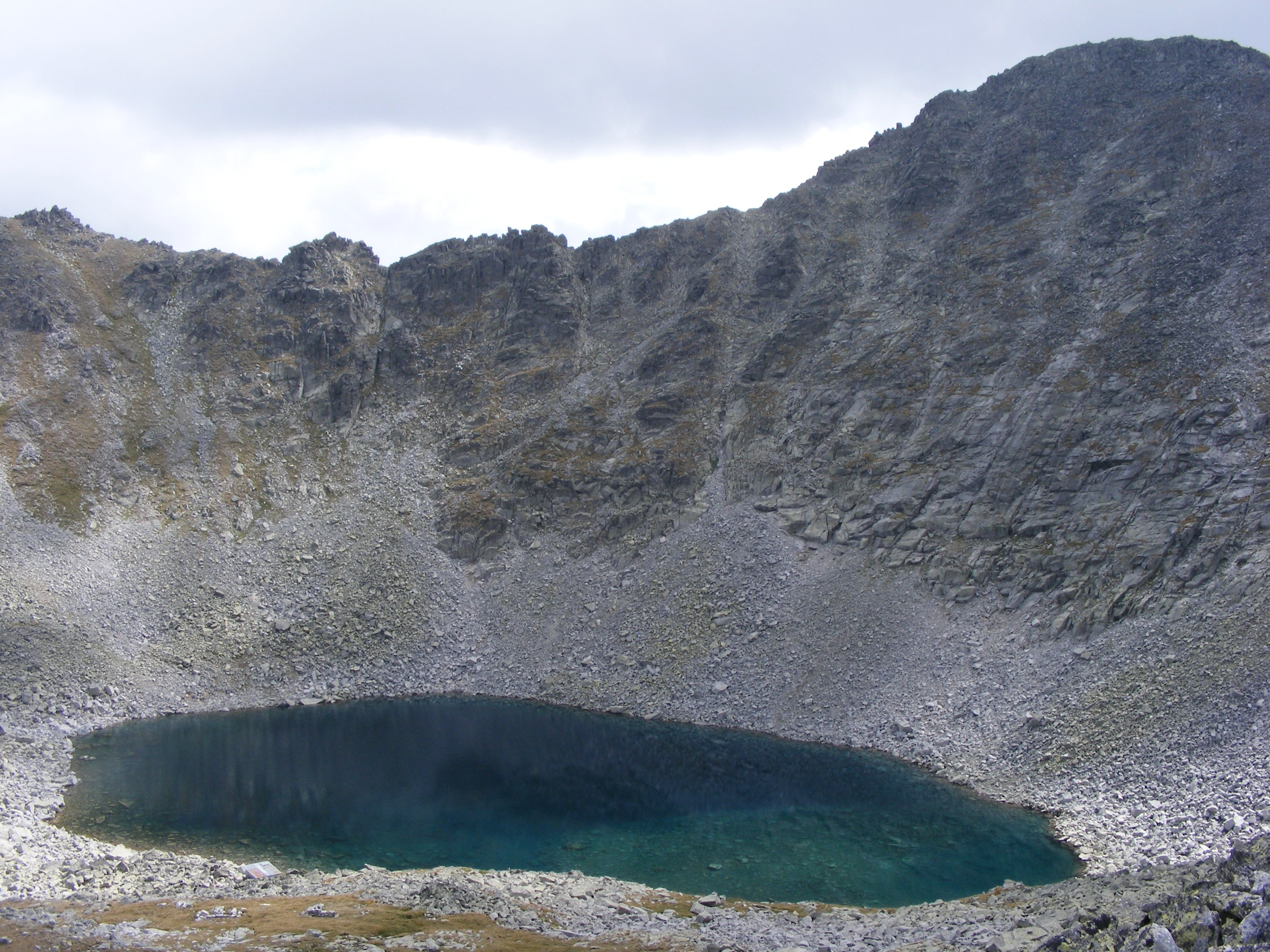
Eissee mit dem Kleinen Musala im Hintergrund

Das Bergland um den Musala wurde während der Quartär von Gletschern geformt. Dadurch sind auch Bergseen zurückgeblieben wie der auf circa 2700 m, also 200 Meter unterhalb des Gipfels, befindliche 20.000 m² große Musala-See.
Drei der größten Flüsse Bulgariens – Iskar, Mariza und Mesta – entspringen im Rilagebirge in der Nähe des Gipfels.
Die Wetterstation auf dem Berg wurde im Jahr 1932 eröffnet, ein Feuer zerstörte 1964 die Holzkonstruktion. Im Jahr 1999 wurde das benachbarte Umwelt-Observatorium Musala (Basic Environmental Observatory, BEO) erneuert. Sie gehört zur Bulgarischen Akademie der Wissenschaften, dort führen Wissenschaftler astrophysikalische Beobachtungen durch sowie Messungen der Luftverschmutzung und der Weltraumstrahlung.
Der Berggipfel ist bis zu acht Monate im Jahr von Schnee bedeckt. An sehr vielen Tagen umhüllen starke Nebel die Kuppe.
Mit einer mittleren Jahresdurchschnittstemperatur von −3 ℃ ist der Musala der kälteste Ort auf dem Balkan. Am 14. Februar 2004 wurde mit −31,8 ℃ eine der niedrigsten Temperaturen in Bulgarien gemessen.

## Fauna und Flora
Bemerkenswert ist die reiche Flora und Fauna in den Wäldern an den Hängen des Berges. Sein Gipfel trägt jedoch keine höhere Vegetation. Beispielsweise sind hier die Rumelische Kiefer und die Bulgarische Tanne (Abies borisii-regis) heimisch. Von den Vögeln ist häufig der Mauerläufer zu beobachten.

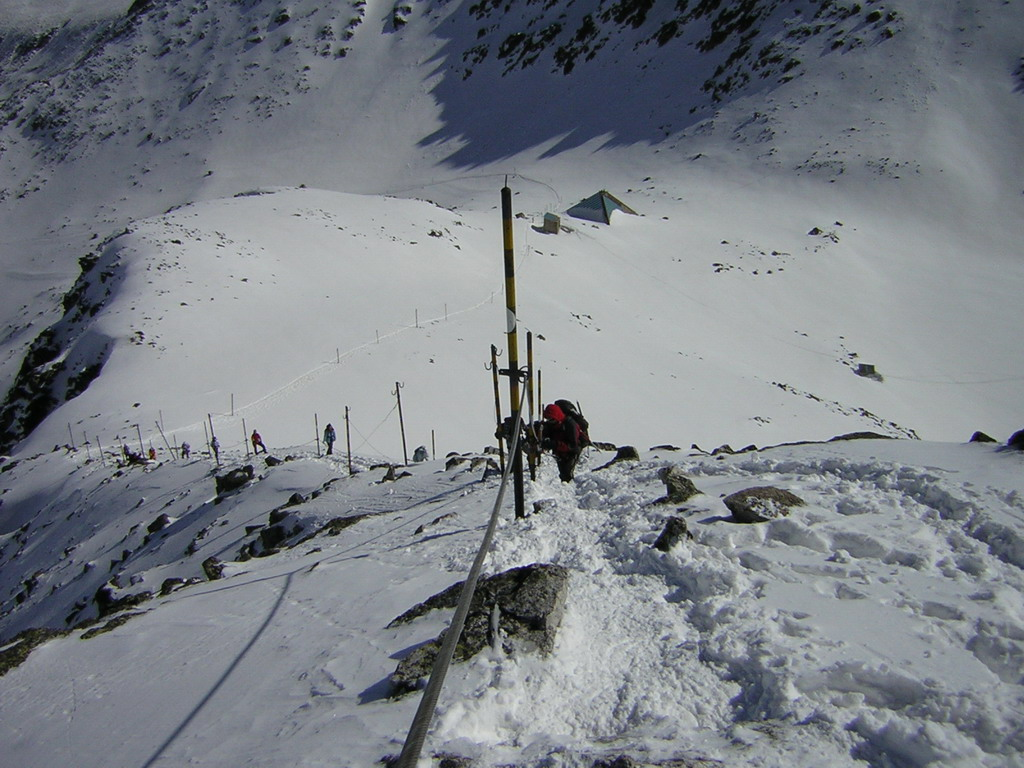
Bergsteiger auf der Nordkante des Gipfels im Winter

## Besteigungen

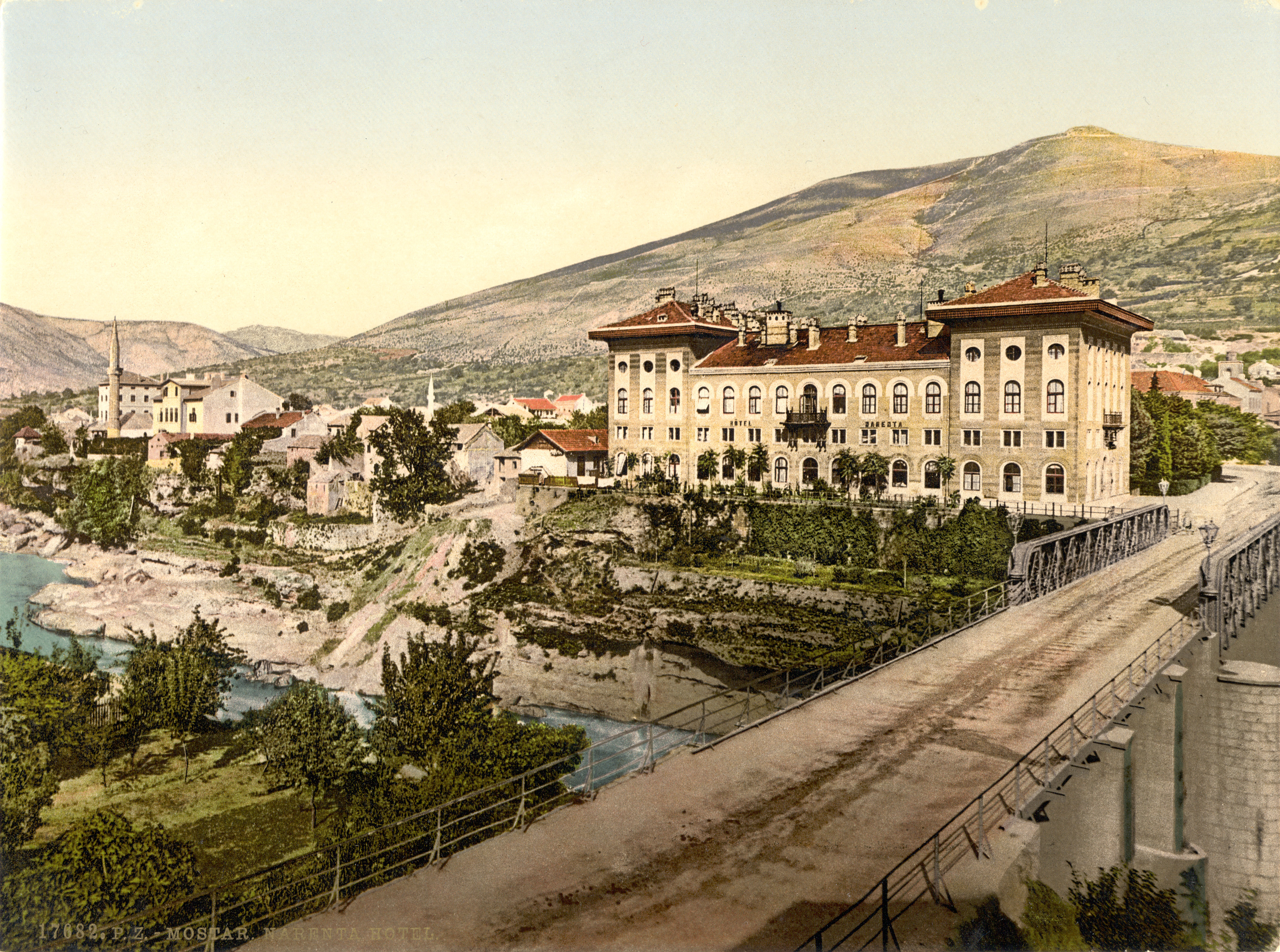
Historische Musala-Brücke in Mostar und Hotel Neretva, um 1900

Der erste historisch dokumentierte Besteiger des Berges war König Philipp V. von Makedonien. Der Musala ist am einfachsten vom zehn Kilometer nördlich gelegenen Ort Borowez zu erreichen. Von dort gibt es seit den 1970er-Jahren auch eine Gondelbahn bis zur Berghütte Jastrebez auf einer Höhe von 2369 Meter. In einer Stunde ist die Musalahütte auf 2430 m erreichbar. Über die Everest-Schulter gelangen die Bergsteiger dann in rund ein bis zwei Stunden auf den Gipfel. Die Besteigung erfordert keine besondere Hochgebirgserfahrung und keine besondere Kletterausrüstung.

## Namensverwendung
Eine in Bulgarien führende Software-Servicefirma aus Sofia nennt sich Musala Soft.
Auf der Insel Greenwich Island der Südlichen Shetlandinseln in der Antarktis gibt es den Mussala-Gletscher, der nach diesem bulgarischen Berg benannt ist.
In der herzegowinischen Stadt Mostar gibt es eine Brücke über den Fluss Neretva, die den Namen Musala trägt. Sie stammte aus dem 19. Jahrhundert und wurde 1992 während des Bürgerkriegs in Bosnien-Herzegowina zerstört. Im Jahr 2000 wurde die in modernen Formen wieder aufgebaute Brücke eingeweiht.

## Galerie

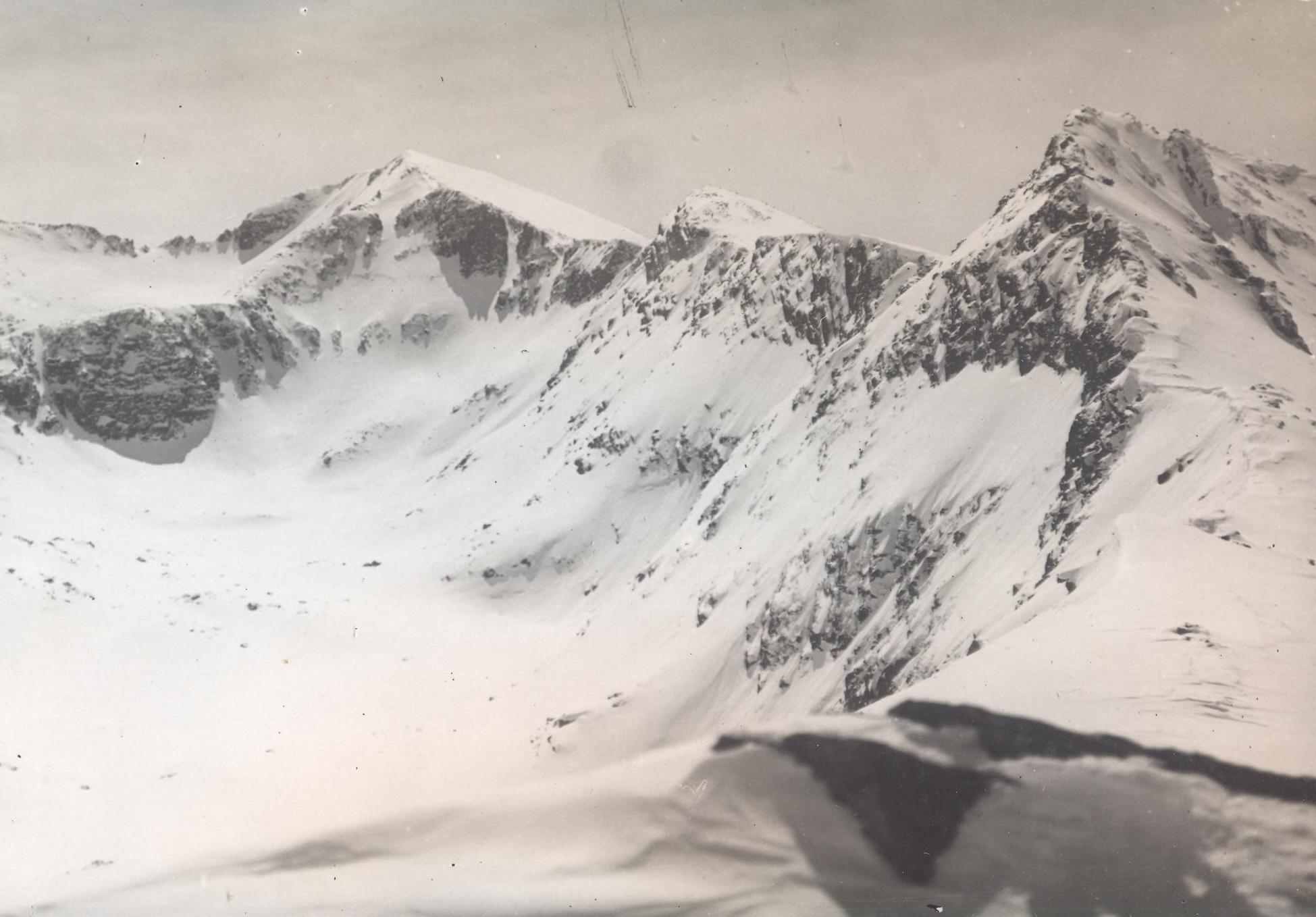
Musala Anfang des 20. Jahrhunderts
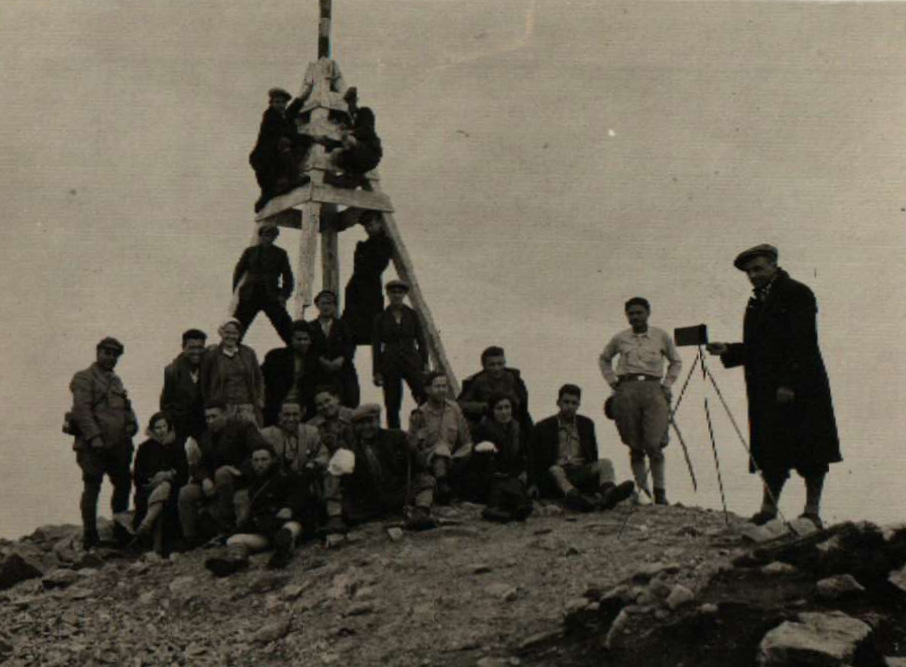
Touristen auf dem Gipfel im Jahr 1940
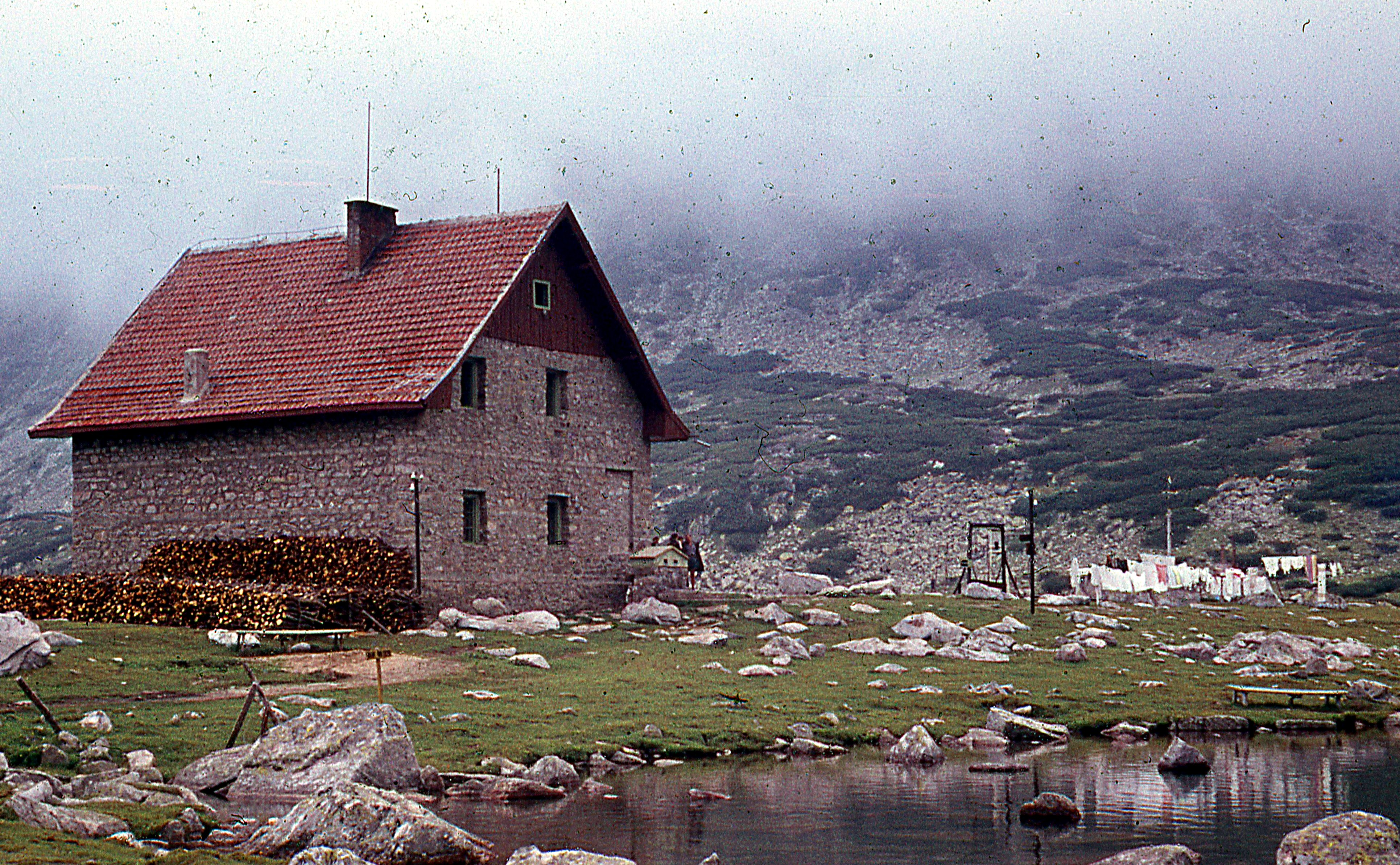
Die alte Berghütte Musala im Jahr 1969, abgebrannt 1988
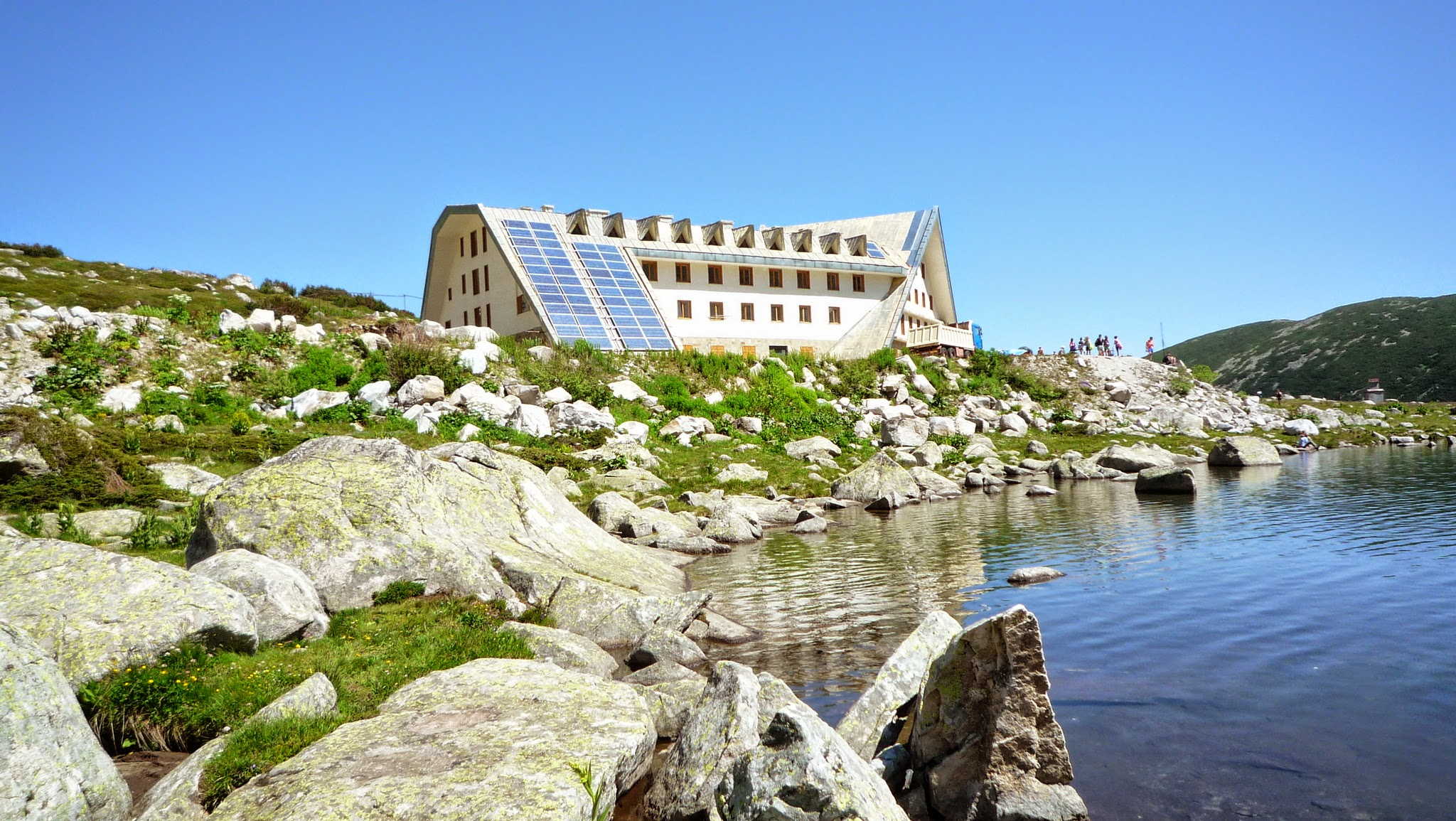
Die neue Berghütte Musala
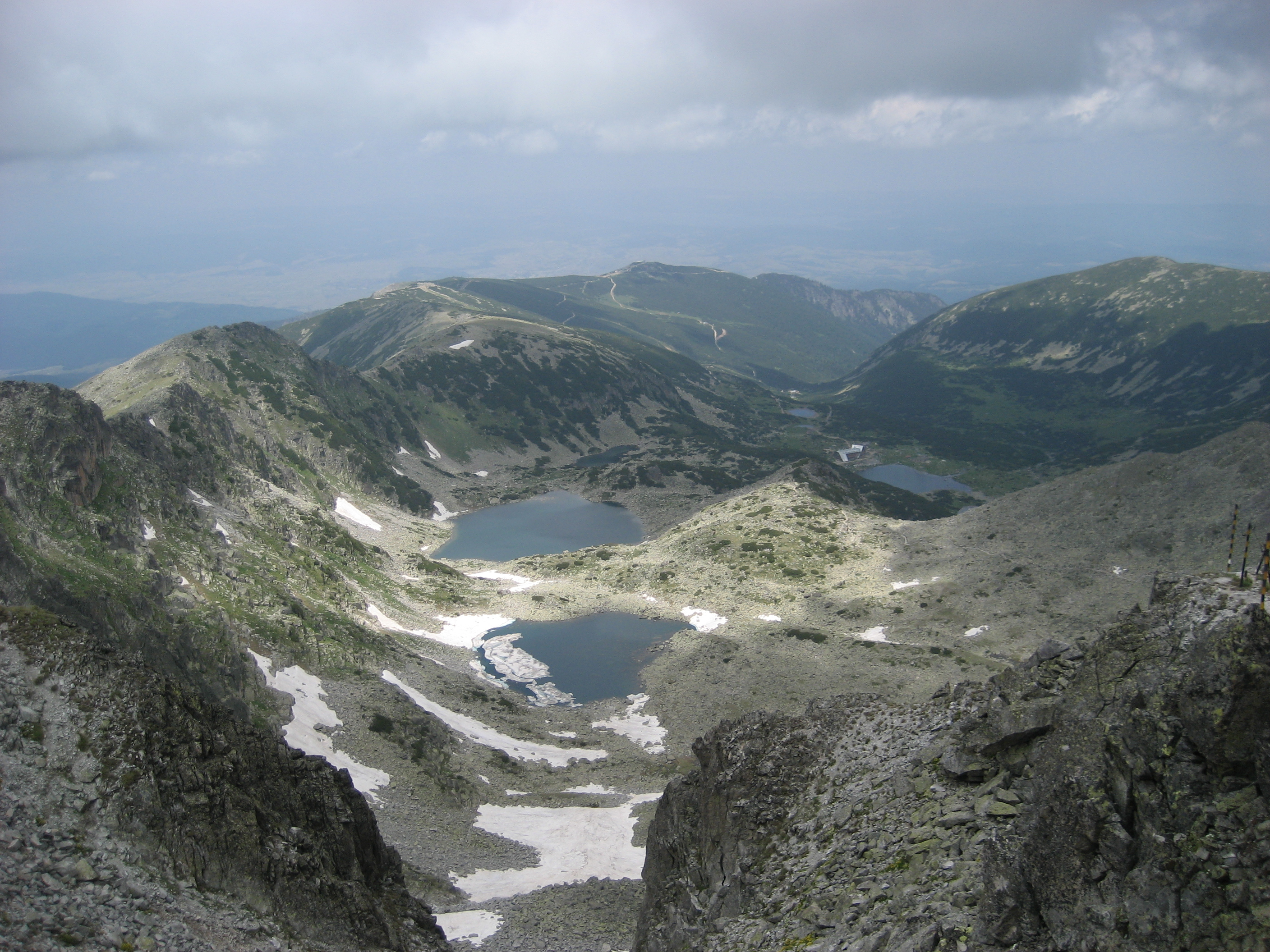
Blick vom Gipfel in Richtung der Bergseen
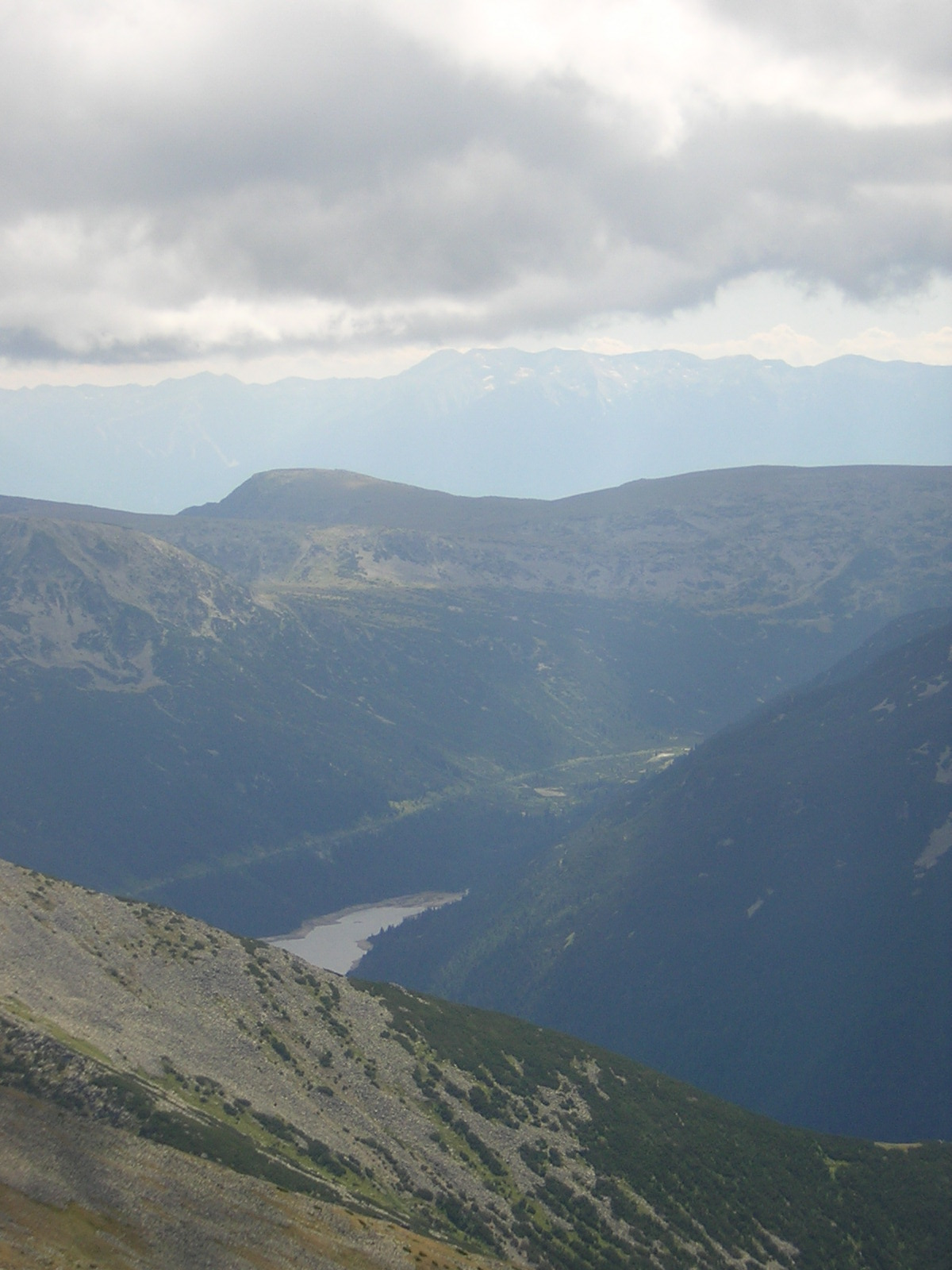
Blick Richtung Piringebirge vom Gipfel
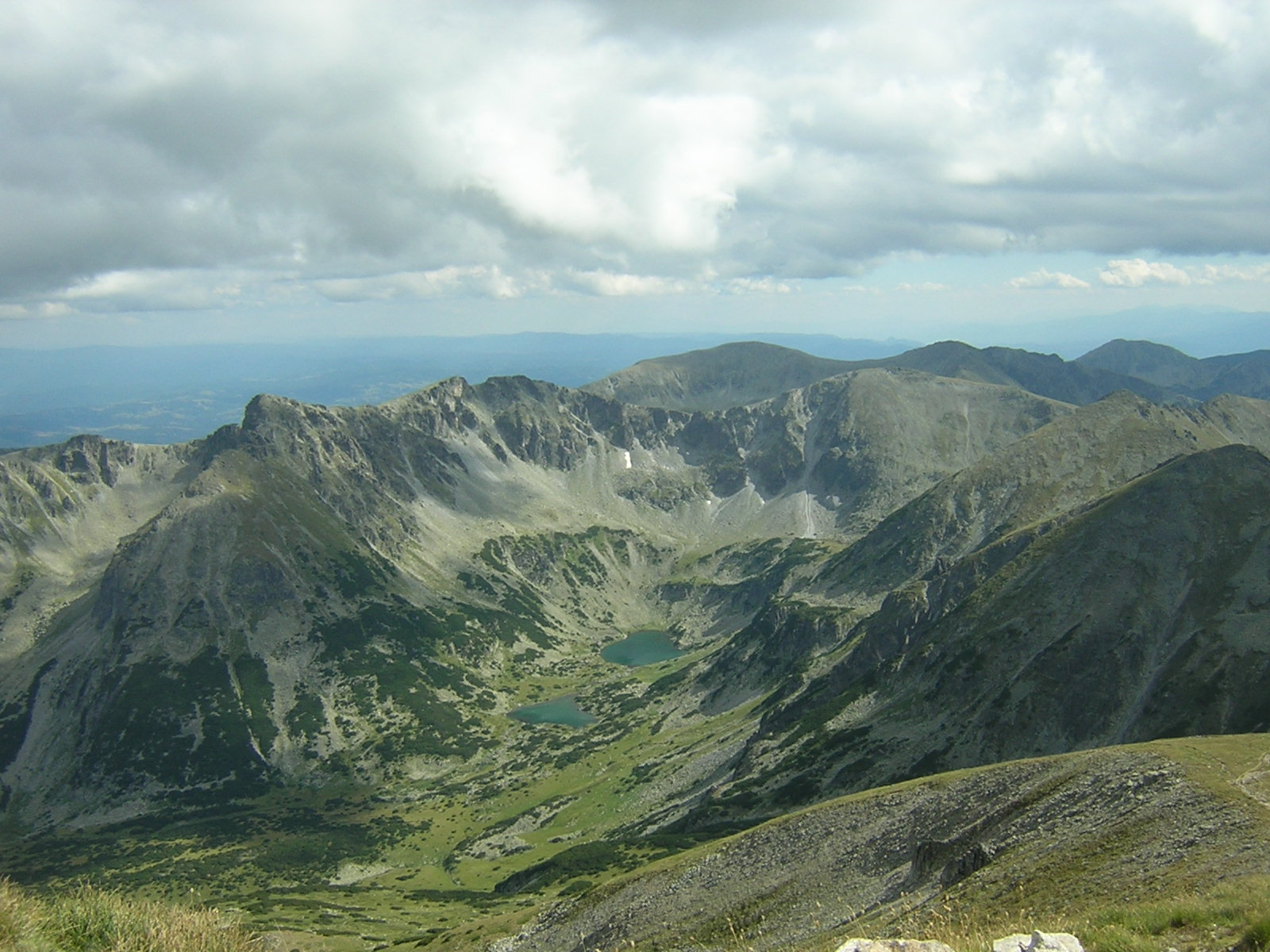
Das Quellgebiet des Flusses Mariza vom Gipfel aus gesehen.
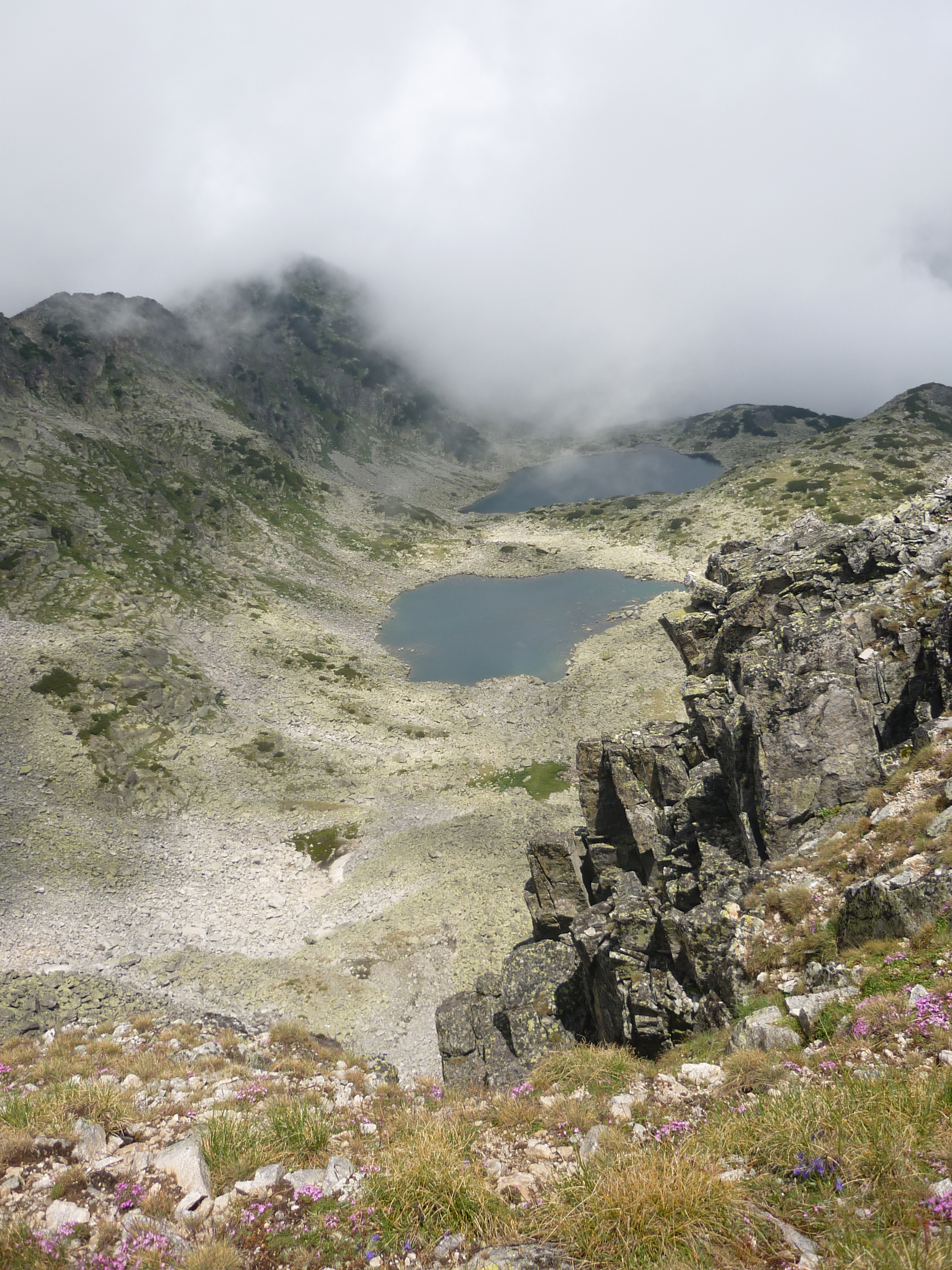
Die Bergseen am Fuße des Gipfels
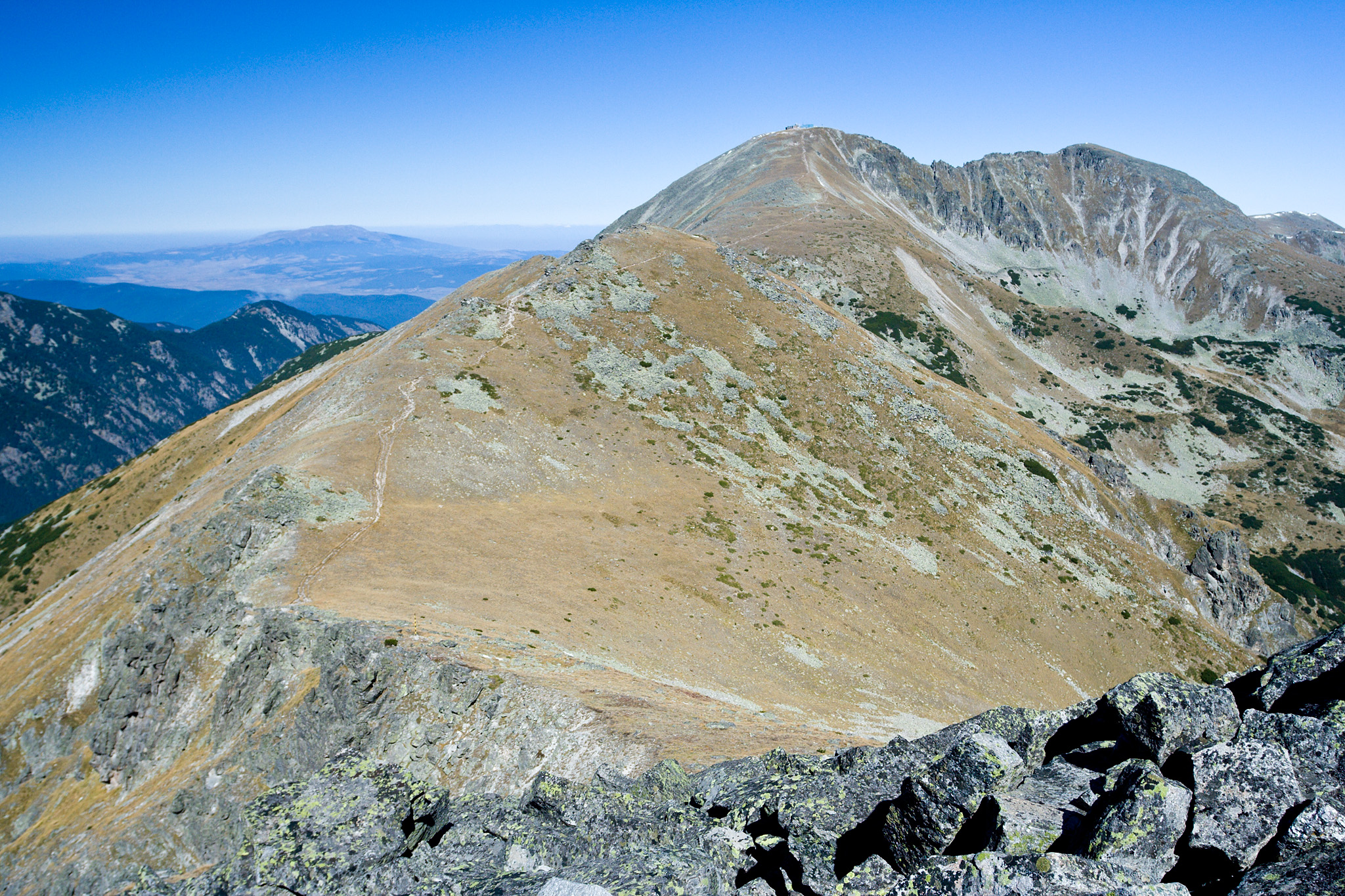
Der Gipfel aus südlicher Richtung
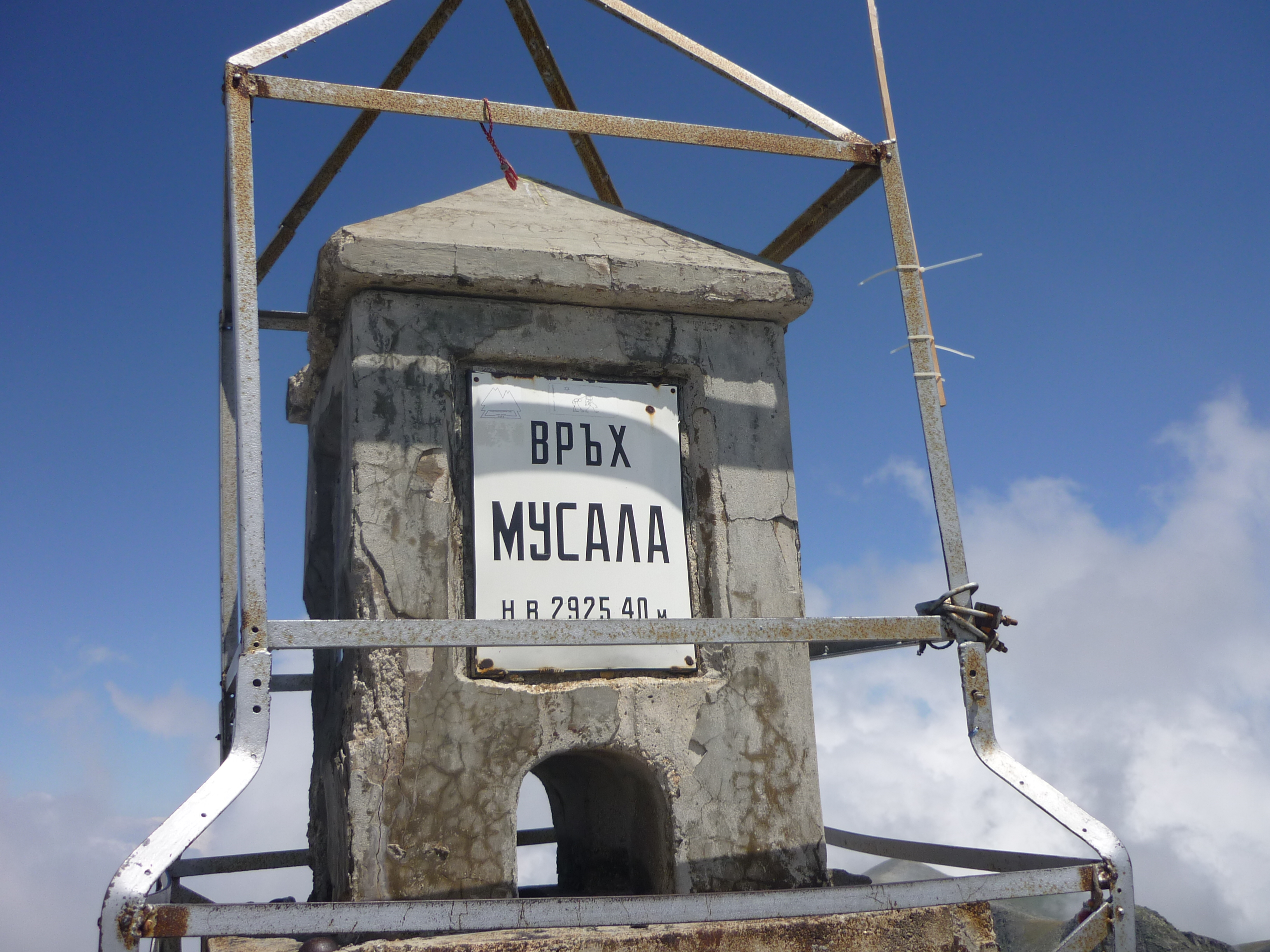
Triangulationssäule auf dem Gipfel